# Olho Seco
Olho Seco est un groupe brésilien de rock, originaire de São Paulo, dans l'État de São Paulo, actif entre les années 1980 et les années 2010. Il est reconnu comme l'un des plus grands groupes du genre dans le pays,.

## Histoire
Fábio Sampaio commence à s'intéresser au punk dans les années 1970 et, en juin 1979, il ouvre le magasin Punk Rock Discos, qui devient un point de rencontre à São Paulo pour les amateurs de ce style musical. L'année suivante, lors d'une répétition de Cólera dans le quartier de Casa Verde à São Paulo, Fábio Sampaio demande au batteur du groupe Osso Oco, appelé Sartana, qui répétait également dans ce quartier et que Fábio admirait pour son jeu, de faire un battement de tambour pour que Fábio puisse chanter un texte de son cru. Pour la formation originale, Fábio réunit des membres de ses groupes Val (basse), Fábio Sampaio (chant), Redson (guitare) et Sartana (batterie). L'intention est d'enregistrer un CD et de terminer avec le groupe.
En 1982, le groupe participe au premier rassemblement de groupes de punk brésilien, Grito Suburbano. Le chanteur Fábio Sampaio loue un studio à huit canaux à Gravodisc pour qu'Olho Seco, Cólera, Inocentes, Anarkólatras et M-19 puissent enregistrer leurs chansons en 12 heures seulement. Dans la confusion du processus d'enregistrement, Anarkóltras et M-19 finissent par ne pas figurer sur l'album.
La même année, en 1982, le groupe se produit au festival O Começo do Fim do Mundo, le plus grand festival punk du Brésil jusqu'alors, qui se déroule au Sesc Pompeia,,. Un an plus tard, le groupe sort son premier album, l'EP Botas, Fuzis, Capacetes,, qui lui vaut d'être invité à participer à plusieurs compilations internationales, dont Welcome to 1984, et de plaire au public, et la vie du groupe continue. Cependant, après le départ de Redson et de Val, les nouveaux membres commencent à produire un son très brutal qui, comme le dit Fábio lui-même dans des interviews, n'a plus d'autre issue. Fábio décide donc de quitter le groupe, qui continue en trio.
En 1999, le groupe entame sa première tournée internationale, visitant neuf pays et jouant environ 25 concerts, mais cette fois avec des membres du groupe Agrotóxico en première partie. Le 11 décembre, un concert hommage est organisé au Hangar 110 à São Paulo, avec les groupes Ação Direta, Pacto Social, FDS, Calibre 12, Ulster, Kolapso 77, Downhill, Cólera et Agrotóxico. Lors de ce concert, un album hommage au groupe est sorti sur le label indépendant Red Star Records, avec la participation du groupe finlandais Força Macabra et du groupe italien Cripple Bastards, suivis de divers groupes brésiliens,.
En 2011, après 10 ans sans se produire, le groupe revient sur scène, avec le même line-up que celui avec lequel il travaillait depuis 1998, avec Fábio (chant), Marcos (guitare), Jeferson (basse) et André (batterie). En 2014, le groupe effectue une tournée pour son 35e anniversaire, avec Fabio Sampaio, Ricardo Quattrucci (guitare), Fabio Braga (basse) et Luiz Corrêa (batterie) Cette année-là, le 26 avril, ils se produisent au festival Abril Pro Rock, au Chevrolet Hall d'Olinda (PE), en première partie du groupe nord-américain Conquest for Death,.
En 2015, Felipe Khaos reprend la batterie. Avec le groupe Cólera, ils sortent le split Ao Vivo no Hangar 110, enregistré en 2014, avec la participation de Clemente (Inocentes), Thunderbird et Mauro (Ulster).

## Discographie
- Botas, Fuzis e Capacetes (EP)
- Botas, Fuzis e Capacetes
- Olho Seco (EP)
- Os Primeiros Dias (EP)
- Olho por Olho
- Fome Nuclear (EP)
- Haverá Futuro?
- European Tour
- Os Primeiros Dias
- Fome Nuclear
- Ao Vivo no Hangar 110